# İstanbul Şildi
İstanbul Şildi byl turecký fotbalový turnaj pořádaný v letech 1930 až 1939. Poté byl nahrazen soutěží İstanbul Kupası (istanbulský pohár). Nejúspěšnějším týmem je se 4 prvenstvími Fenerbahçe SK.

## Přehled vítězů
Zdroje:

Pozn.: v závorce je počet získaných titulů klubu k dané sezóně
- 1929/30: Fenerbahçe SK (1)
- 1930/31: finále zrušeno
- 1931/32: İstanbulspor (1)
- 1932/33: Galatasaray SK (1)
- 1933/34: Fenerbahçe SK (2)
- 1934/35: Beşiktaş JK (1)
- 1935/36: nehrálo se
- 1936/37: nehrálo se
- 1937/38: Fenerbahçe SK (3)
- 1938/39: Fenerbahçe SK (4)